# محمد صديق المنشاوي
مُحَمَّد صِدِّيق الْمِنْشَاوي (20 يناير 1920 - 20 يونيو 1969) قارئ قرآن مصري. سجل المصحف المرتل برواية حفص عن عاصم. وكان قارئًا في الإذاعة المصرية. توفي مبكرًا إثر مرض عن 49 عامًا.

## مولده ونشأته
وُلِدَ الشيخ محمد بمدينة المنشاة التابعة لمحافظة سوهاج في مصر سنة 1338هـ/1920م، وأتم حفظ القرآن الكريم وهو في الثامنة من عمره؛ حيث نشأ في أسرة قرآنية عريقة توارثت تلاوة القرآن، فأبوه الشيخ صديق المنشاوي وجَدّه تايب المنشاوي وجَدُ والده كلهم قرّاء للقرآن، وفي أسرته الكثير ممن يحفظون القرآن، ويجيدون تلاوته، منهم شقيقيه أحمد صديق المنشاوي ومحمود صديق المنشاوي. تأثر بوالده الذي تعلم منه فن قراءة القرآن الكريم، فأصبحت هذه العائلة رائدة لمدرسة جميلة منفردة بذاتها في تلاوة القرآن، بإمكاننا أن نطلق عليها (المدرسة المنشاوية). رحل إلى القاهرة مع عمه القارئ الشيخ أحمد السيد، فحفظ هناك ربع القرآن عامَ 1927م، ثم عاد إلى بلدته المنشاة، وأتم حفظ ودراسة القرآن، على مشايخ مثل محمد النمكي ومحمد أبو العلا ورشوان أبو مسلم الذي كان لا يتقاضى أجرًا على التعليم.

## تلاوة القرآن
للشيخ المنشاوي بصمة خاصة في التلاوة، يتميز بصوت خاشع ذي مسحة من الحزن، فلُقِّب الشيخ محمد صديق المنشاوي بـ«الصوت الباكي». ابتدأت رحلته مع التلاوة بتجواله مع أبيه وعمه بين السهرات المختلفة، حتى سنحت الفرصة له كي يقرأ منفردًا في ليلة من عام 1952م بمحافظة سوهاج، ومن هنا صار اسمه مترددًا في الأنحاء.
سجل القرآن الكريم كاملًا في ختمة مرتلة، كما سجل ختمة قرآنية مجودة بـالإذاعة المصرية، وله كذلك قراءة مشتركة برواية الدوري مع القارئين كامل البهتيمي وفؤاد العروسي. وله أيضًا العديد من التسجيلات في المسجد الأقصى والكويت وسوريا وليبيا.
تلا القرآن في المساجد الرئيسية في العالم الإسلامي، كالمسجد الحرام في مكة المكرمة، والمسجد النبوي في المدينة المنورة، والمسجد الأقصى في القدس. زار عددًا من الدول الإسلامية كالعراق وإندونيسيا وسوريا والكويت وليبيا وفلسطين والسعودية.
ذاع صيته ولقي قبولًا حسنًا لعذوبة وجمال صوته وانفراده بذلك، إضافة إلى إتقانه لمقامات القراءة، وانفعاله العميق بالمعاني والألفاظ القرآنية. حصل الشيخ «محمد» على أوسمة عدة من دول مختلفة، كإندونيسيا وسوريا ولبنان وباكستان. وكان على رأس قراء مصر في حقبة الخمسينيات من القرن العشرين مع قراءٍ مثل الشيخ عبد الباسط عبد الصمد وغيرهم من القراء، والذين لا زالوا إلى يومنا هذا على رأس القراء المستمع لهم، لما عندهم من رونق في أصواتهم. قال عنه إمام الدعاة الشيخ الراحل محمد متولي الشعراوي: «أنه ورفاقه الأربعة مقرئون(محمود خليل الحصري - كامل يوسف البهتيمي - عبدالباسط عبدالصمد - محمود علي البنا)؛ الآخرون يركبون مركبًا ويبحرون في بحر القرآن الكريم، ولن يتوقف هذا المركب عن الإبحار حتى يرث الله -سبحانه وتعالى- الأرض ومن عليها».

## عائلته
تزوج مرتين أنجب من زوجته الأولى أربعة أولاد وبنتين، ومن الثانية خمسة أولاد وأربع بنات، وقد توفيت زوجته الثانية وهي تؤدي مناسك الحج قبل وفاته بعام.

## مرضه ووفاته
في عام 1966م، أُصيب بمرض دوالي المريء، ورغم مرضه ظل يقرأ القرآن الكريم حتى رحيله عن الدنيا، يومَ الجمعة 5 ربيع الثاني 1389هـ الموافق 20 يونيو 1969م.